# Vành đai Chiron

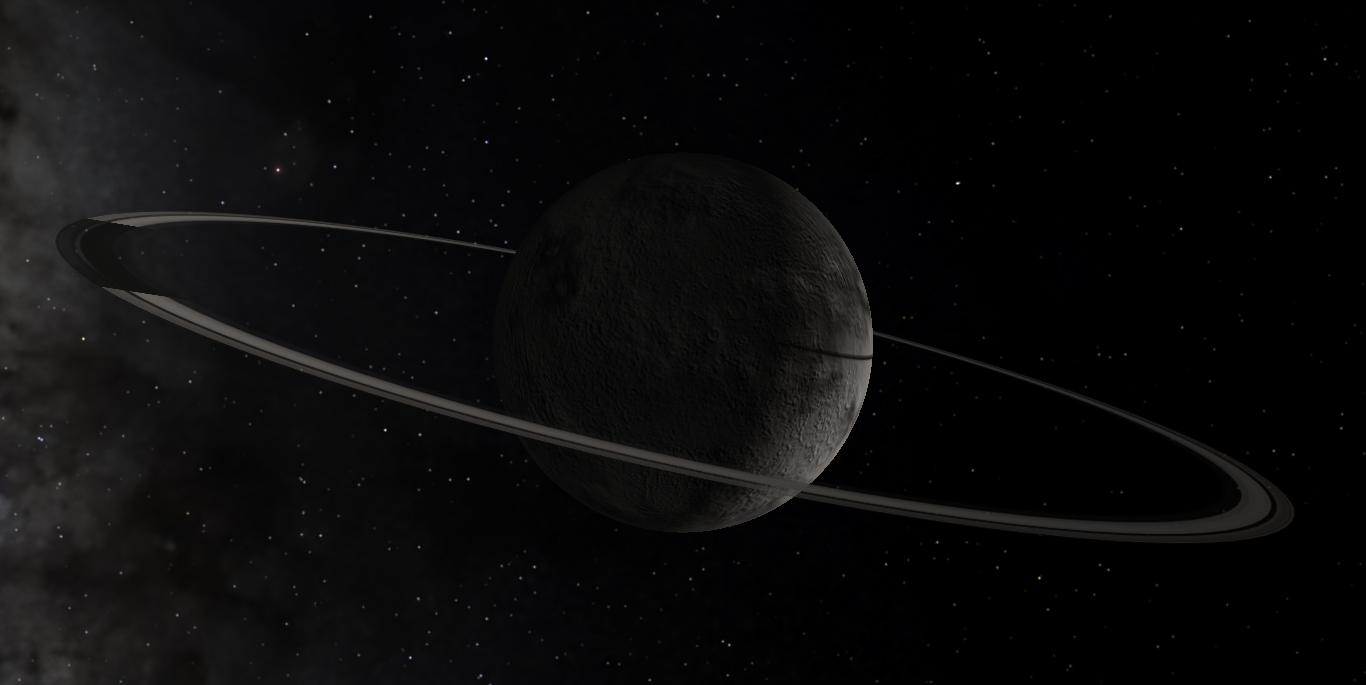
Minh họa vành đai của Chiron.

Hành tinh vi hình 2060 Chiron có thể vành đai, tương tự như vành đai của 10199 Chariklo. Ngày 29 tháng 11 năm 2011, ban đầu được hiểu là do các máy bay phản lực liên quan đến hoạt động giống như sao chổi của Chiron, các vành đai của Chiron được đề xuất có bán kính 324 ± 10 km và được xác định rõ. Sự xuất hiện thay đổi của chúng ở các góc nhìn khác nhau có thể giải thích phần lớn sự thay đổi dài hạn về độ sáng của Chiron và do đó ước tính kích thước và kích thước của Chiron. Hơn nữa, có thể, bằng cách giả sử rằng băng nước nằm trong các vòng của Chiron, giải thích cường độ thay đổi của các dải hấp thụ nước hồng ngoại trong phổ của Chiron, bao gồm cả sự biến mất của chúng vào năm 2001 (khi các vòng tròn ở cạnh). Ngoài ra, suất phản chiếu hình học của các vòng của Chiron được xác định bằng quang phổ phù hợp với phương pháp được sử dụng để giải thích các biến đổi độ sáng dài hạn của Chiron.
Cực ưa thích của các vòng của Chiron là, ở tọa độ chiết trung, = 144 ° ± 10 °, = 24 ° ± 10 °. Độ rộng, tách và độ sâu quang học của các vòng gần giống với các vòng của Chariklo, chỉ ra rằng cùng một loại cấu trúc chịu trách nhiệm cho cả hai. Hơn nữa, cả hai vành đai của chúng đều nằm trong giới hạn Roche tương ứng.